# Гуканшо
Гуканшо (愚管抄) је стари запис о историји Јапана. Укупно има седам томова и написао га је будистички свештеник Џиен из Тендаи огранка око 1220. године.

## О делу
Политички проблеми који се испливали из односа царске владе и бакуфуа инспирисали су Џиена да остави запис о друштвеном уређењу свог доба. Џиен је био син Фуџиваре но Тадамичија, уско везаног за царски двор што му је пружило инсајдерски поглед на систем владања који је касније могао да опише у својим текстовима. Гуканшо је описан као приказ историјске расправе и писац се у текстовима труди да да на нов начин приђе јапанској прошлости али се ипак осети утицај историјских и генеалошких интереса. Џиен је покушао да примени будистичке принципе (мапо) у својим хронолошким записима о људима и догађајима кроз историју али као особа која је рођена у клану аристократа блиских цару никад није успео да се потпуно дистанцира као син и брат "когју" званичника.